# RINATY
RINATY（りなてぃ）（1995年 - ）は、福岡県出身の日本の料理家、インフルエンサー。

## 人物
1995年生まれ、福岡県在住。
夫との生活で日々つくっている「一週間3500円節約献立」や「男子が喜ぶがっつり愛され献立」など、実用的で斬新な献立が同世代を中心に多くの女性に支持され、初のレシピ本『りなてぃの一週間3500円献立』（宝島社）はベストセラーとなり、第8回料理レシピ本大賞・準大賞を受賞。シリーズ累計発行部数は90万部に達する。
Instagramのフォロワー数は約57万人超（2023年6月現在）で、テレビや雑誌などのメディア出演、食品メーカーのレシピ開発・コンサルティングなどでも活躍中。

## 著書
- 『りなてぃの一週間3500円献立』（宝島社、2020年7月、ISBN 978-4299-007780）[4]
- 『りなてぃの一週間3500円献立2』（宝島社、2021年7月、ISBN 978-4299-019356）[5]
- 『りなてぃの30分で完成！簡単3品献立』（宝島社、2022年7月、ISBN 978-4299-032805）[6]